# ألفابات
ألفابات (كورية: 알파벳; أسلوبا هكذا AlphaBAT) هي فرقة فتيان للهيب هوب من كوريا الجنوبية٬ شكلتها سيمتونغ إنترتينمنت في عام 2013. ألفابات ظهرت في عام 2012 بثنائي (Kyumin & Selin) تحت وكالة واي أو بي إنترتينمنت. بعد ترك الوكالة٬ توجها الثنائي إلى وكالة سيمتونغ إنترتينمنت وأصبح عدد أعضاء الفرقة ثمانية.

## ديسكوغرافيا

### أغاني مصورة
| سنة  | عنوان                                  | مدة  |
| ---- | -------------------------------------- | ---- |
| 2013 | AB City                                | 3:11 |
| 2013 | Surprise Party                         | 3:28 |
| 2014 | AB City (Practice Ver.)                | 3:09 |
| 2014 | Always                                 | 4:34 |
| 2014 | Ttantara                               | 3:32 |
| 2014 | Oh My Gosh!                            | 3:40 |
| 2014 | Oh My Gosh! (Dark Ver. with BOYLONDON) | 3:50 |

## جوائز وتكريمات
| سنة  | جائزة                                | فئة          | استلام   | نتيجة |
| ---- | ------------------------------------ | ------------ | -------- | ----- |
| 2014 | 22nd KCEA Awards                     | روكي السنة   | ألبفابات |       |
| 2014 | 9th Korea Social Contribution Awards | سفير الجائزة | ألبفابات |       |

## روابط خارجية
- ألفابات على موقع ميوزك برينز (الإنجليزية)
- الموقع الرسمي